# Rio Pedieos
Pedieos (também Pediaios ou Pediaeus ou Pithkias; em grego:  Πεδιαίος/Πιθκιάς, em turco:  Kanlı Dere) é o mais longo curso de água do Chipre. Nasce nos montes Troodos, perto do Mosteiro Machairas e corre para nordeste, pelas planícies de Mesaoria, banhando a capital Nicósia. Após passar em Nicósia segue para leste, desaguando na baía de Famagusta perto da antiga cidade grega de Salamina (Salamis).
O rio tem um comprimento total de cerca de 100 km. As margens de um trecho de 18 km, em Nicósia e arredores, foram transformadas em caminhos pedonais. Há duas barragens no rio, a maior das quais em Tamassos e construída em 2002.